# Collégiale Saint-Pierre de Gerberoy
La collégiale Saint-Pierre de Gerberoy est une ancienne collégiale commencée au XIe siècle et terminée au XVe siècle, située à Gerberoy, dans l'Oise, dans la région de Hauts-de-France. Le style est roman pour les parties les plus anciennes, et gothique pour le reste. La collégiale fait l’objet d’une inscription au titre des monuments historiques depuis le 3 avril 1984. Elle est affiliée à la paroisse Saint-Lucien du Haut-Beauvaisis.

## Galerie

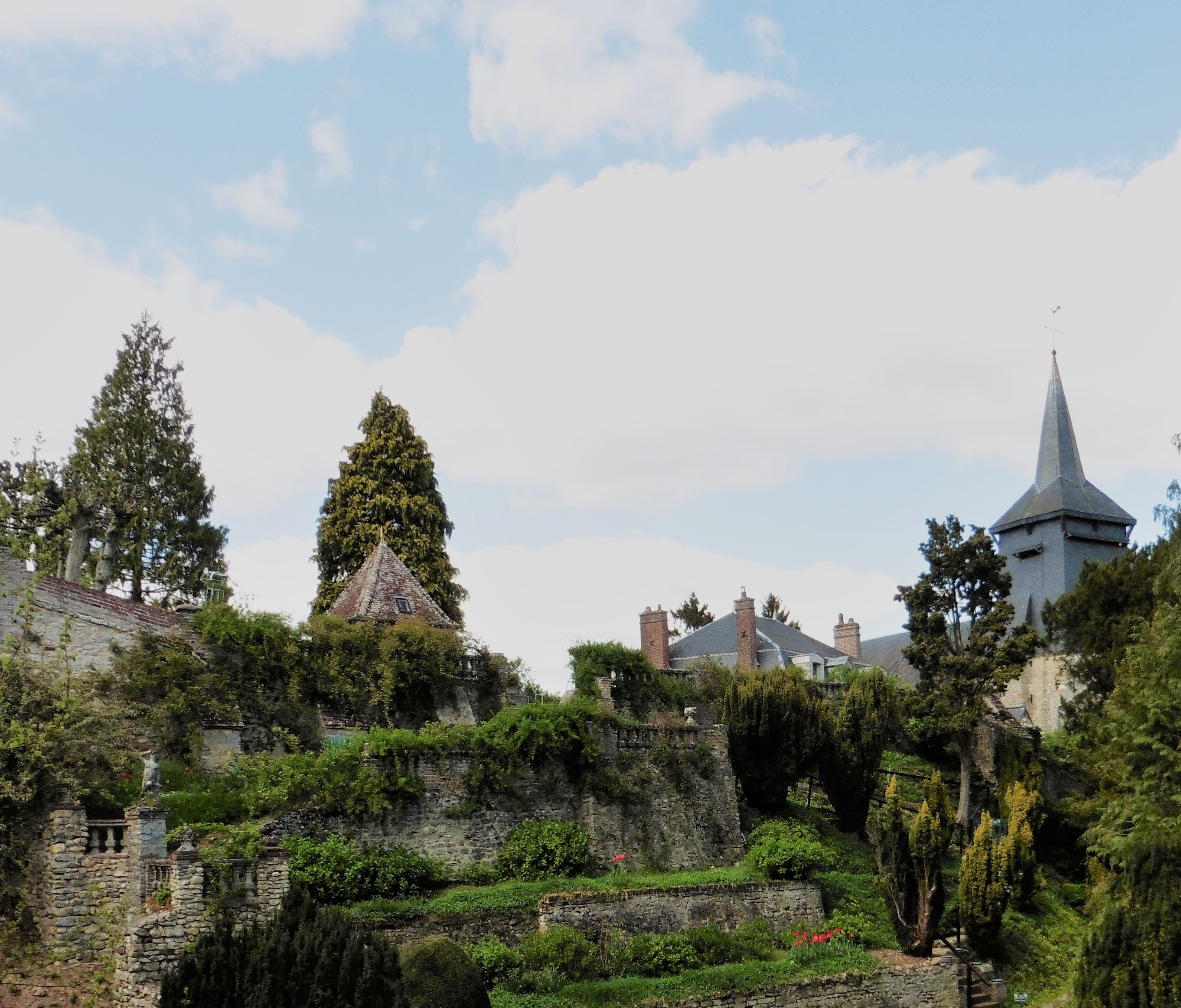
La collégiale St Pierre vue des jardins Henri Le Sidaner
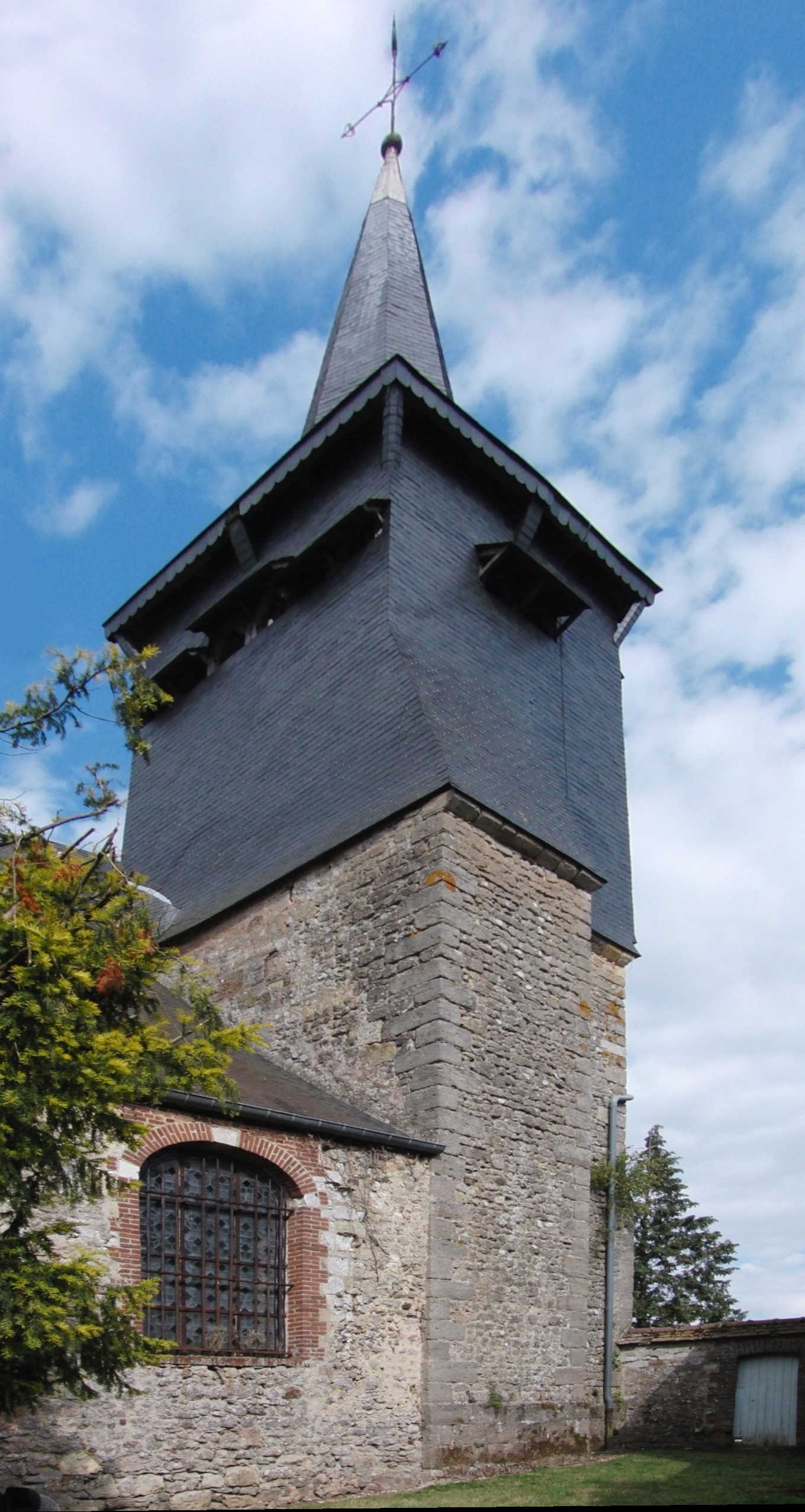
La tour-clocher de la collégiale St Pierre
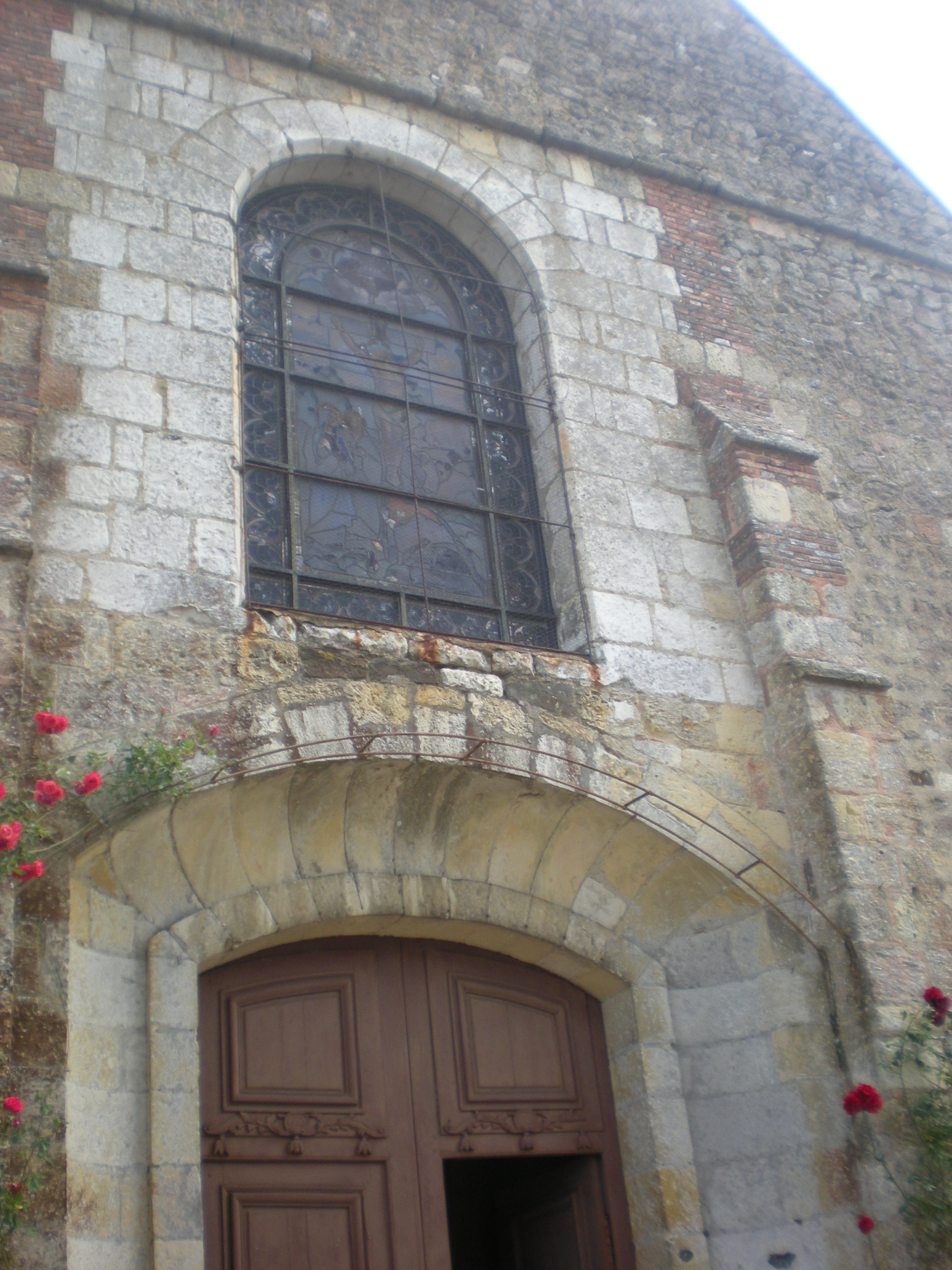
Le portail ouest
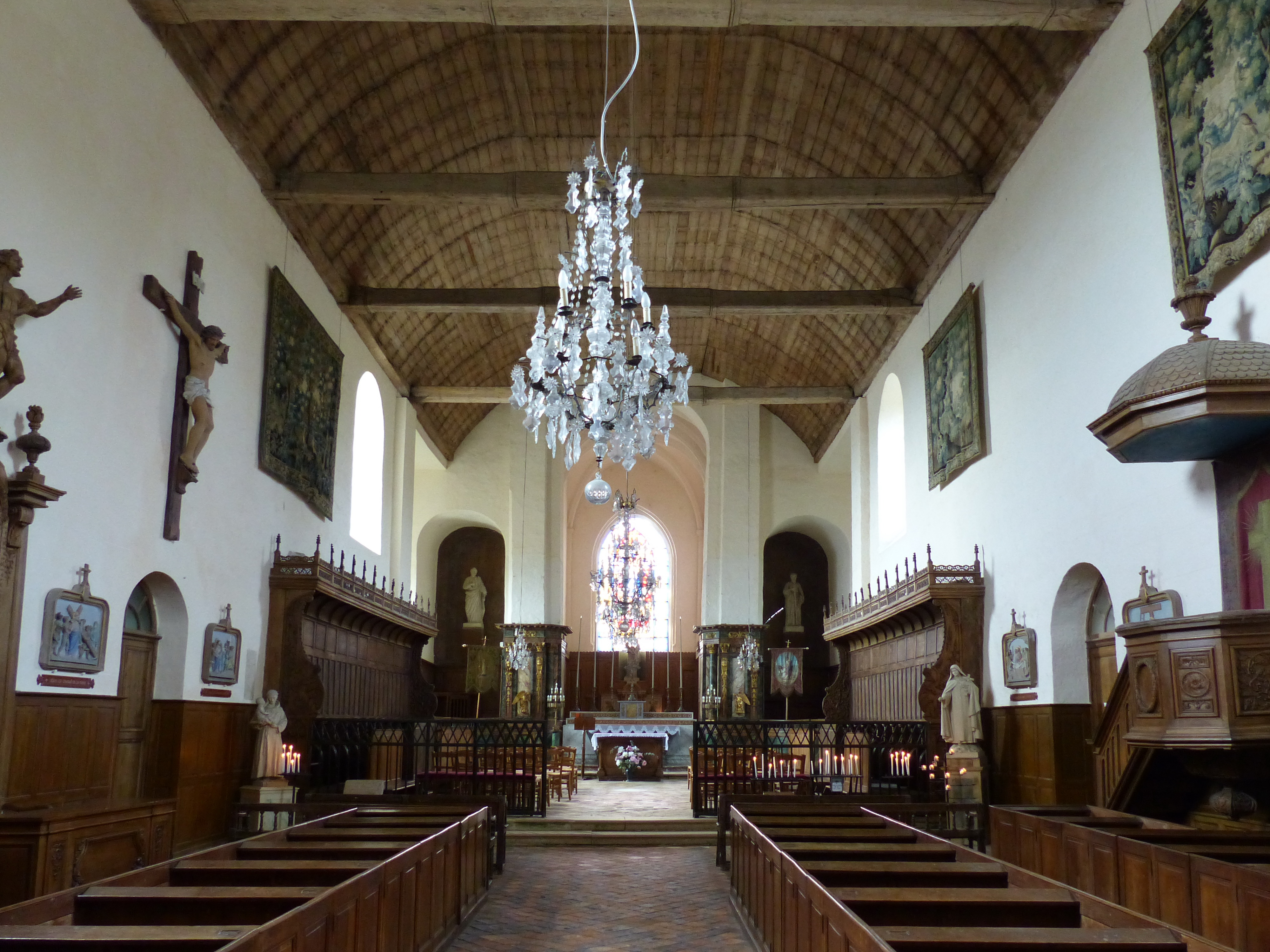
La nef
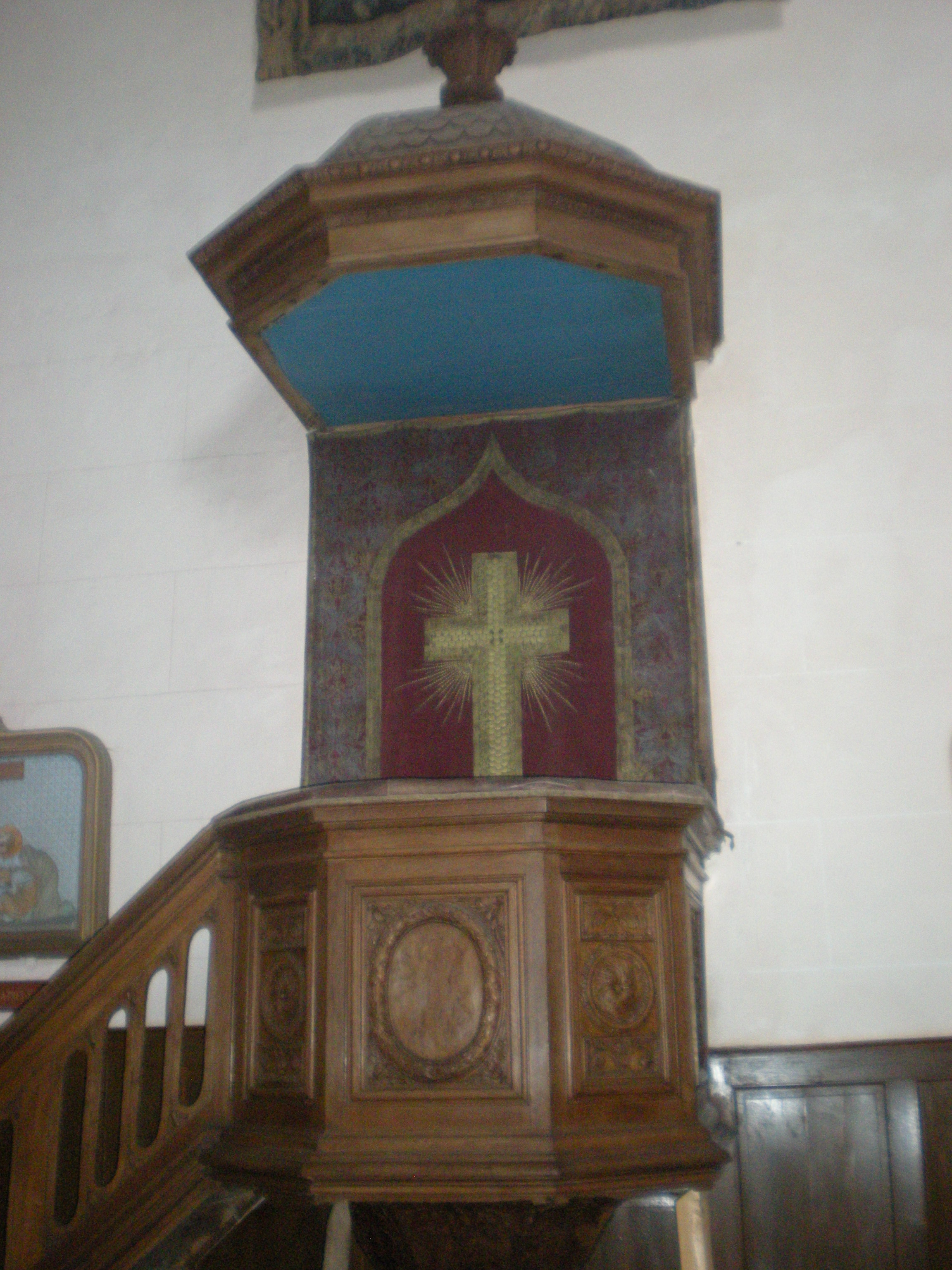
La chaire
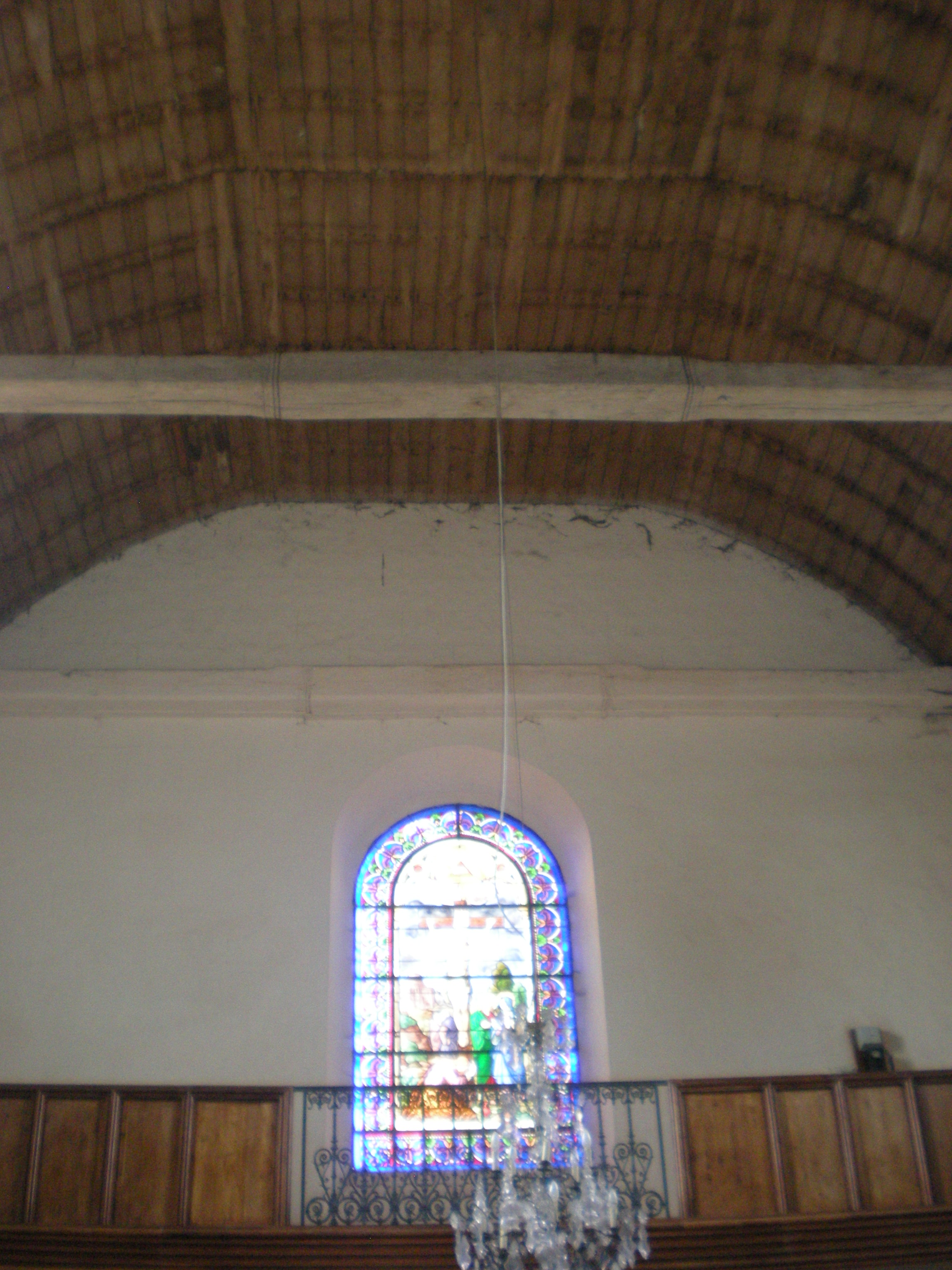
Le plafond en carène renversée
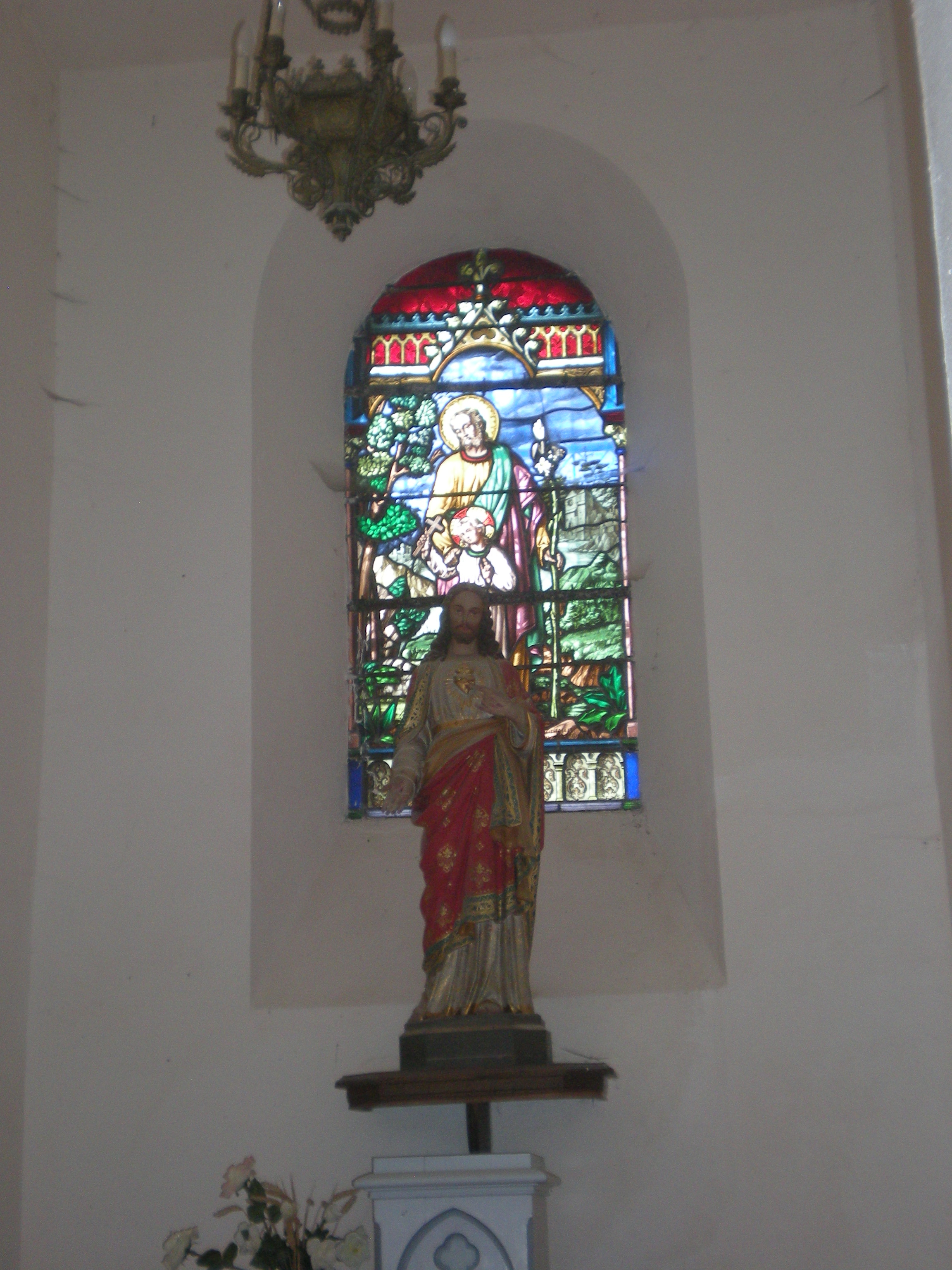
Le chœur. Statue Sacré-Cœur de Jésus
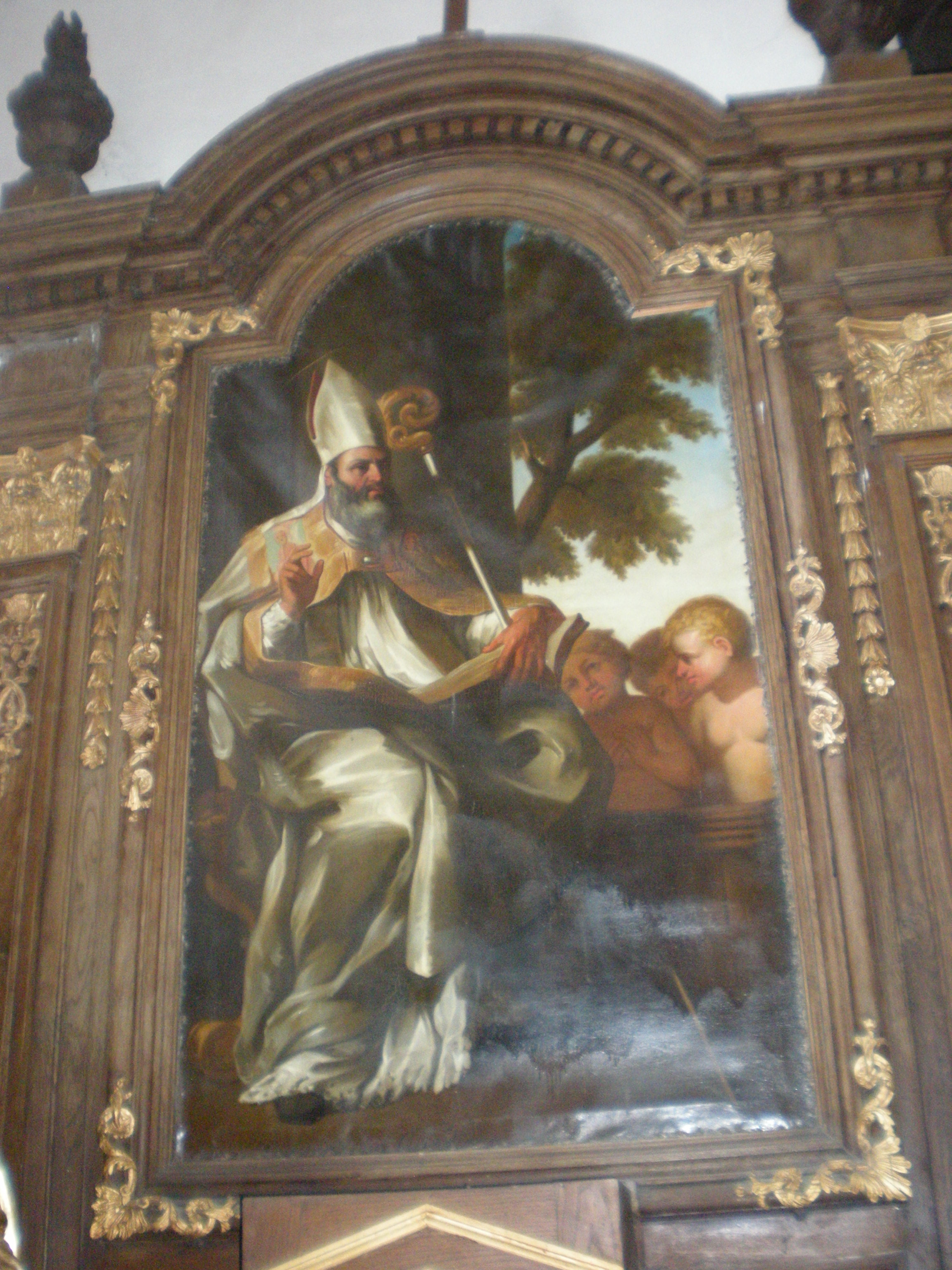
Un retable
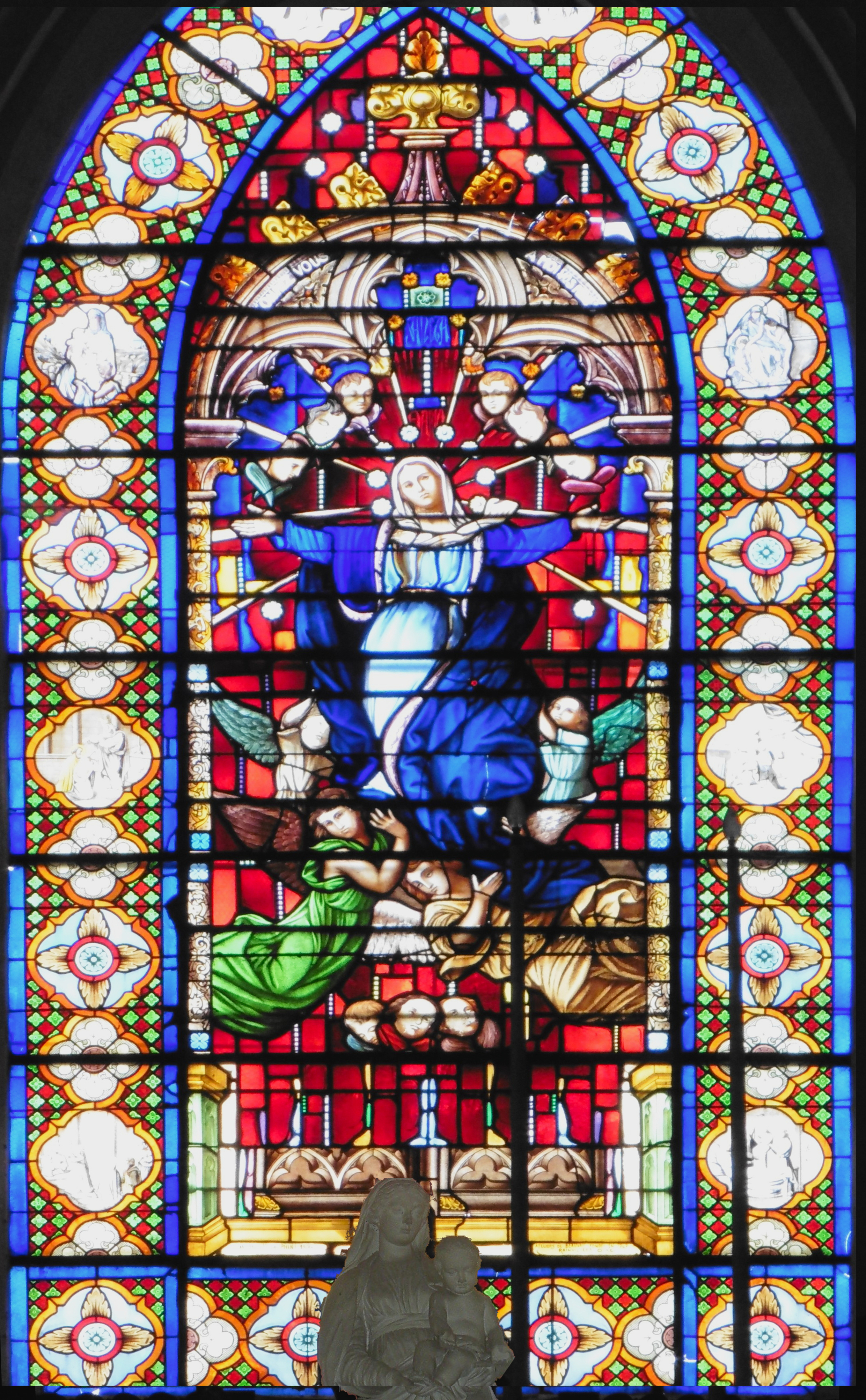
Le vitrail de L'Assomption de Marie, de la Chapelle de la Vierge
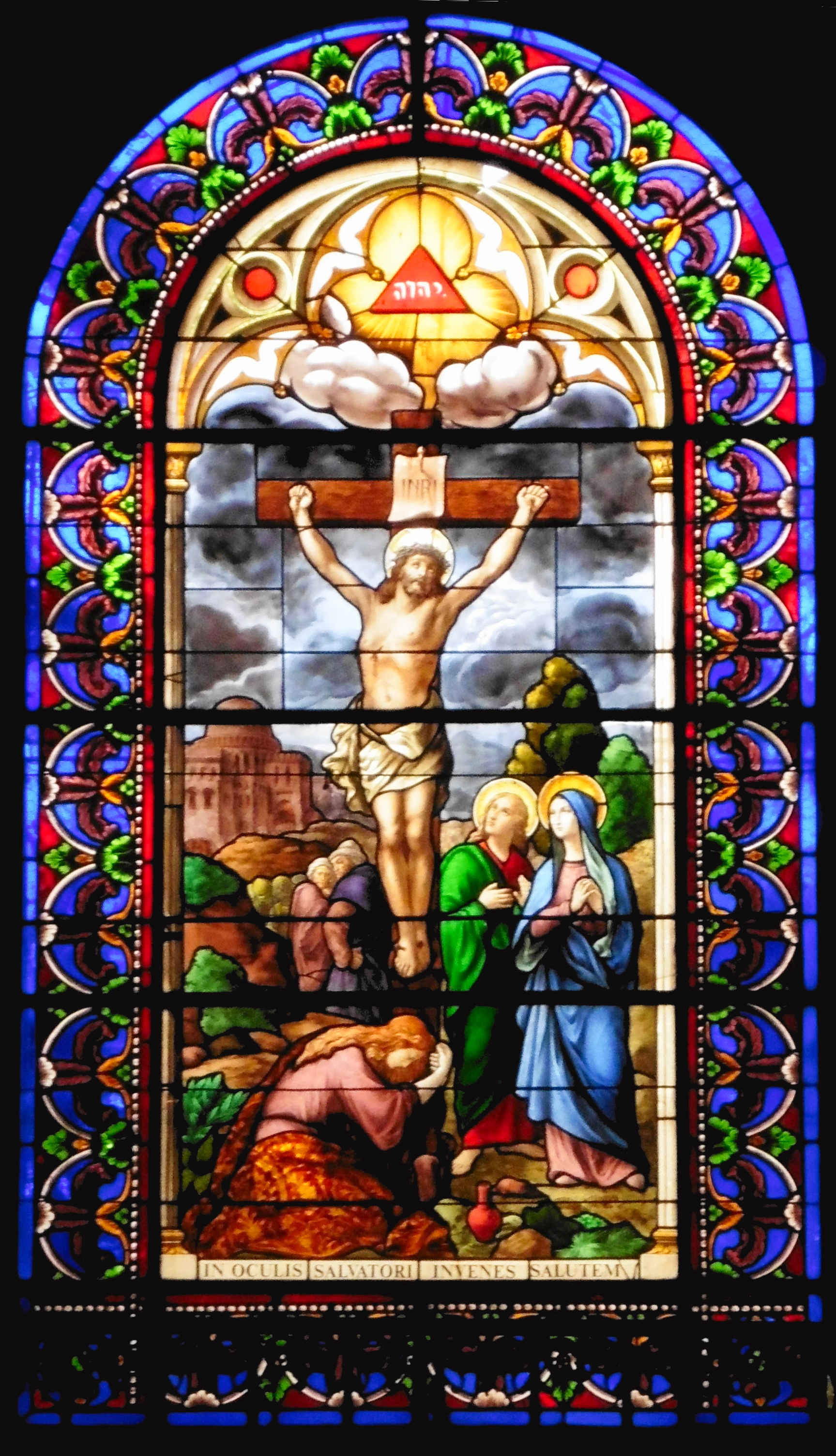
Le vitrail du portail

### Liens Externes
- Collégiale Saint-Pierre - Sauvegarde de l’Art Français
- Association de la Collégiale Saint Pierre  de Gerberoy
- Paroisse Haut Beauvaisis - Messe.info